# Nekrolog 1. Quartal 1987
Nekrolog
◄◄
| ◄
| 1983
| 1984
| 1985
| 1986
| 1987 | 1988 | 1989 | 1990 | 1991 | ► | ►►
1. Quartal |
2. Quartal |
3. Quartal |
4. Quartal 1987
Weitere Ereignisse | Allgemeiner Nekrolog 1987
Die Beschreibung der verstorbenen Person sollte so kurz wie möglich gehalten sein und nur deren signifikante Tätigkeit(en) enthalten.
Neue Namen ggf. auch unter dem Geburts- und Sterbedatum, also etwa unter 1. Januar und im Geburts- und Sterbejahr (2024) eintragen (nur bei entsprechender großer Wichtigkeit). Für Beispiele siehe die schon vorhandenen Artikel.
Außerdem über die fünf zuletzt Verstorbenen, zu denen es einen ausreichend guten Artikel für eine Präsentation auf der Hauptseite gibt, nach der todesbedingten Überarbeitung der Artikel ggf. auch unter Wikipedia Diskussion:Hauptseite informieren und sie am besten auch in den anderen Wikipedia-Sprachversionen eintragen. Tipp: Regelmäßig bei news.google.de nach „ist tot“, „gestorben“ oder „verstorben“ suchen.
Wenn eine Person gestorben ist, gibt es viele Seiten zu dieser Person in der Wikipedia, die davon auch betroffen sind und entsprechend aktualisiert werden müssen. Beispiele: Namenübersichtsseite, Geburtsjahr, Geburtsort-Seiten und viele mehr.
Wie finde ich die betroffenen Seiten?
Im Suchfeld auf der linken Seite gibt man den Suchbegriff so ein: „Vorname Nachname“. Dann klickt man auf Volltext und alle Seiten mit entsprechendem Suchtext werden aufgerufen. Hier sieht man dann schnell, wo auch das Todesjahr Sinn macht oder sogar ein Teil des Artikels angepasst werden muss. Auch hilft das „Werkzeug“ auf der linken Seite sehr gut, um solche Seiten aufzufinden: „Links auf diese Seite“. Somit ist die Wikipedia wieder aktuell in allen Bereichen! Hinweis: bei Eintragung der Kategorie „Gestorben JAHR“ wird der Missbrauchsfilter 49 ausgelöst, was jedoch nicht schlimm ist. Siehe: Spezial:Missbrauchsfilter/49
Dies ist eine Liste von im ersten Quartal 1987 verstorbenen bekannten Persönlichkeiten. Die Einträge erfolgen innerhalb der einzelnen Daten alphabetisch sortiert. Tiere sind im Nekrolog für Tiere zu finden.

## Januar
| Tag        | Name                              | Beruf, bekannt als                                                         | Alter | Beleg |
| ---------- | --------------------------------- | -------------------------------------------------------------------------- | ----- | ----- |
| 1. Januar  | Walter Büngeler                   | deutscher Pathologe und Hochschullehrer                                    | 87    |       |
| 1. Januar  | Ernie Maun                        | US-amerikanischer Baseballspieler                                          | 85    |       |
| 1. Januar  | Odo Krohmann                      | deutscher Schauspieler und Drehbuchautor                                   | 75    |       |
| 2. Januar  | Arthur Gould-Porter               | britisch-US-amerikanischer Schauspieler                                    | 81    |       |
| 2. Januar  | Jean de Gribaldy                  | französischer Radrennfahrer und Sportlicher Leiter                         | 64    |       |
| 2. Januar  | Hans Merz                         | deutscher Industriedesigner und Hochschullehrer                            | 65    |       |
| 2. Januar  | Julio Moreno                      | US-amerikanischer Baseballspieler                                          | 65    |       |
| 2. Januar  | Bill Upton                        | US-amerikanischer Baseballspieler                                          | 57    |       |
| 3. Januar  | Alex Campbell                     | schottischer Folksänger                                                    | 61    |       |
| 3. Januar  | Massimo Grillandi                 | italienischer Journalist, Dichter und Übersetzer                           | 65    |       |
| 3. Januar  | David Maysles                     | US-amerikanischer Kameramann und Regisseur                                 | 55    |       |
| 3. Januar  | William R. Poage                  | US-amerikanischer Politiker                                                | 87    |       |
| 3. Januar  | Jacinta Sandiford                 | ecuadorianische Leichtathletin                                             | 54    |       |
| 3. Januar  | Arno Seifert                      | deutscher Historiker                                                       | 50    |       |
| 3. Januar  | Helmut Selbach                    | deutscher Neurologe, Psychiater und Hochschullehrer                        | 77    |       |
| 3. Januar  | Konstantin Arsenjewitsch Simeonow | ukrainischer Dirigent                                                      | 76    |       |
| 3. Januar  | Franck Sylvain                    | Präsident von Haiti                                                        | 77    |       |
| 4. Januar  | Paul Francis Anderson             | US-amerikanischer Bischof von Duluth                                       | 69    |       |
| 4. Januar  | Aubert C. Dunn                    | US-amerikanischer Politiker                                                | 90    |       |
| 4. Januar  | Kurt Georg Förster                | deutscher Baudirektor                                                      | 82    |       |
| 4. Januar  | Herta Lingk                       | deutsche Politikerin, MdL Niedersachsen                                    | 84    |       |
| 4. Januar  | Tony Rensa                        | US-amerikanischer Baseballspieler                                          | 85    |       |
| 4. Januar  | Rocky, der Irokese                | deutscher Rocker                                                           | 60    |       |
| 4. Januar  | Johannes Ufer                     | deutscher Maler, Bildhauer, Raum- und Flächenkünstler                      | 74    |       |
| 5. Januar  | Jekaterina Alexejewna Feoktistowa | sowjetische bzw. russische Chemikerin                                      | 71    |       |
| 5. Januar  | Margaret Laurence                 | kanadische Schriftstellerin                                                | 60    |       |
| 5. Januar  | Geoffrey Mason                    | US-amerikanischer Bobfahrer                                                | 84    |       |
| 5. Januar  | Dale Mitchell                     | US-amerikanischer Baseballspieler                                          | 65    |       |
| 5. Januar  | Ambrogio Portalupi                | italienischer Radsportler                                                  | 43    |       |
| 5. Januar  | Jesco von Puttkamer               | deutscher Diplomat                                                         | 67    |       |
| 5. Januar  | Herman Smith-Johannsen            | norwegisch-kanadischer Skilangläufer                                       | 111   |       |
| 6. Januar  | Taddy Aycock                      | US-amerikanischer Politiker                                                | 71    |       |
| 6. Januar  | Domingo Santa Cruz Wilson         | chilenischer Komponist und Musikpädagoge                                   | 87    |       |
| 6. Januar  | João Gaspar Simões                | portugiesischer Schriftsteller                                             | 83    |       |
| 6. Januar  | Pavel Trost                       | tschechoslowakischer Linguist                                              | 79    |       |
| 7. Januar  | Marion Blackwell                  | US-amerikanische Dominikanerschwester, Komponistin                         |       |       |
| 7. Januar  | Ferdinand Friedensbacher          | österreichischer Skirennläufer und Skispringer                             | 75    |       |
| 7. Januar  | Maria Krüger                      | deutsche Politikerin, MdBB                                                 | 79    |       |
| 7. Januar  | Avner Werner Less                 | israelischer Polizeibeamter                                                | 70    |       |
| 7. Januar  | Hans Sappeur                      | Schweizer Unternehmer und Politiker                                        | 89    |       |
| 7. Januar  | Rusty Wellington                  | US-amerikanischer Country- und Rockabilly-Musiker                          | 61    |       |
| 8. Januar  | Wilfrid Jasper Walter Blunt       | britischer Kunsthistoriker                                                 | 85    |       |
| 8. Januar  | Ernst Germer                      | deutscher Künstler und Professor für Kunsterziehung                        | 85    |       |
| 8. Januar  | Jack Holtwick                     | US-amerikanischer Offizier und Kryptoanalytiker                            | 79    |       |
| 8. Januar  | Bohdan Lachert                    | polnischer Architekt und Hochschullehrer                                   | 86    |       |
| 8. Januar  | Elmer Miller                      | US-amerikanischer Baseballspieler                                          | 83    |       |
| 8. Januar  | Philip O’Donoghue                 | irischer Jurist                                                            | 90    |       |
| 8. Januar  | Myron Prinzmetal                  | US-amerikanischer Kardiologe                                               | 78    |       |
| 8. Januar  | Paul Egon Schiffers               | deutscher Bildhauer, Medailleur und Zeichner                               | 83    |       |
| 8. Januar  | Max Schneider                     | deutscher Parteifunktionär, MdV                                            | 71    |       |
| 9. Januar  | Arthur Lake                       | US-amerikanischer Schauspieler                                             | 81    |       |
| 9. Januar  | José de Jesús Martinez Vargas     | kolumbianischer römisch-katholischer Geistlicher                           | 89    |       |
| 9. Januar  | Paul Wember                       | deutscher Museumsdirektor                                                  | 73    |       |
| 10. Januar | Werner Adams                      | deutscher Eisenbahningenieur                                               | 88    |       |
| 10. Januar | Wilfrid Bennett Lewis             | kanadischer Kernphysiker                                                   | 78    |       |
| 10. Januar | Robert Brojer                     | österreichischer Komponist und Musikpädagoge                               | 67    |       |
| 10. Januar | Frank Hiller                      | US-amerikanischer Baseballspieler                                          | 66    |       |
| 10. Januar | Marion Hutton                     | US-amerikanische Sängerin und Schauspielerin                               | 67    |       |
| 10. Januar | Frank Makosky                     | US-amerikanischer Baseballspieler                                          | 76    |       |
| 10. Januar | Håkan Malmrot                     | schwedischer Schwimmer                                                     | 86    |       |
| 10. Januar | Rudolf Schildmann                 | deutscher Politiker (NSDAP), MdR                                           | 84    |       |
| 10. Januar | Ferdinand von Senger und Etterlin | deutscher General der Bundeswehr                                           | 63    |       |
| 10. Januar | Johannes Vogelsang                | deutscher Widerstandskämpfer gegen den Nationalsozialismus                 | 94    |       |
| 11. Januar | Iso Müller                        | Schweizer römisch-katholischer Theologe                                    | 85    |       |
| 11. Januar | Pierre-Louis                      | französischer Regisseur und Schauspieler                                   | 69    |       |
| 11. Januar | Anita Palmero                     | spanisch-argentinische Tangosängerin und Schauspielerin                    | 84    |       |
| 11. Januar | Roswitha Posselt                  | österreichische Schauspielerin                                             | 71    |       |
| 12. Januar | William Craner                    | britischer Leichtathlet                                                    | 80    |       |
| 12. Januar | Erling Nøkleby                    | norwegischer Skispringer                                                   | 76    |       |
| 12. Januar | Josef Schlager                    | österreichischer Landtagsabgeordneter, Abgeordneter zum Nationalrat        | 68    |       |
| 13. Januar | Wladimir Alexejewitsch Alatorzew  | sowjetischer Schachspieler, -trainer und -funktionär                       | 77    |       |
| 13. Januar | Royal Huddleston Burpee           | US-amerikanischer Psychologe                                               | 88    |       |
| 13. Januar | Paul Pendarvis                    | US-amerikanischer Jazzviolinist                                            | 86    |       |
| 13. Januar | Jiří Podgorný                     | tschechischer Fernschachspieler                                            | 74    |       |
| 13. Januar | Elvira Ríos                       | mexikanische Schauspielerin                                                | 72    |       |
| 13. Januar | Hans Sudheimer                    | deutscher Politiker (SPD), MdL                                             | 66    |       |
| 14. Januar | Markus van Baerle                 | Schweizer Politiker (FDP)                                                  | 56    |       |
| 14. Januar | Björn Blöndal                     | isländischer Schriftsteller                                                | 84    |       |
| 14. Januar | Óscar Bonfiglio                   | mexikanischer Fußballspieler                                               | 81    |       |
| 14. Januar | Johann Cramer                     | deutscher Politiker (SPD), MdB                                             | 81    |       |
| 14. Januar | Carl Fischer                      | Schweizer Bildhauer                                                        | 98    |       |
| 14. Januar | Pedro Krusten                     | estnischer Schriftsteller                                                  | 89    |       |
| 14. Januar | Alton Purnell                     | US-amerikanischer Jazzmusiker                                              | 75    |       |
| 14. Januar | Ivo Saliger                       | österreichischer Maler und Radierer                                        | 92    |       |
| 14. Januar | Douglas Sirk                      | US-amerikanischer Bühnen- und Filmregisseur                                | 89    |       |
| 14. Januar | Rauli Somerjoki                   | finnischer Rockmusiker und Sänger                                          | 39    |       |
| 14. Januar | Giusto Tolloy                     | italienischer Politiker (PSI)                                              | 79    |       |
| 15. Januar | Harald Bode                       | deutscher Pionier in der Entwicklung el. Musikinstrumente                  | 77    |       |
| 15. Januar | Ray Bolger                        | US-amerikanischer Schauspieler, Sänger und Tänzer                          | 83    |       |
| 15. Januar | Rudolf Carl                       | österreichischer Komiker                                                   | 87    |       |
| 15. Januar | Aníbal Muñoz Duque                | Erzbischof von Bogotá                                                      | 78    |       |
| 15. Januar | Kenneth Bryan Raper               | US-amerikanischer Mykologe und Botaniker                                   | 78    |       |
| 16. Januar | George Casalis                    | französischer Befreiungstheologe                                           | 70    |       |
| 16. Januar | Jean De Busschere                 | belgischer Radrennfahrer                                                   | 86    |       |
| 16. Januar | Joyce Jameson                     | US-amerikanische Schauspielerin                                            | 54    |       |
| 16. Januar | Walter Klein                      | österreichisch-deutscher Schriftsteller                                    | 69    |       |
| 16. Januar | Ilse Langner                      | deutsche Schriftstellerin und Journalistin                                 | 87    |       |
| 16. Januar | Alfons Lütkoff                    | deutscher Maler                                                            | 81    |       |
| 16. Januar | Max Müller                        | deutscher Ingenieur und Unternehmer                                        | 82    |       |
| 16. Januar | D. Sharpe                         | US-amerikanischer Schlagzeuger und Marimba-Spieler                         | 39    |       |
| 16. Januar | V. Viswanathan                    | indischer Politiker, Gouverneur von Kerala                                 | 77    |       |
| 17. Januar | Aram Avakian                      | US-amerikanischer Filmregisseur, Drehbuchautor und Filmeditor              | 60    |       |
| 17. Januar | Mario Checcacci                   | italienischer Ruderer                                                      | 76    |       |
| 17. Januar | Harry Darby                       | US-amerikanischer Politiker                                                | 91    |       |
| 17. Januar | Jigdral Yeshe Dorje               | tibetischer Geistlicher                                                    | 82    |       |
| 17. Januar | Hugo Fregonese                    | argentinischer Regisseur                                                   | 78    |       |
| 17. Januar | Martin Kakies                     | deutscher Lehrer und Publizist                                             | 92    |       |
| 17. Januar | Herbert Kolfhaus                  | deutscher Karikaturist                                                     | 70    |       |
| 17. Januar | Magda Langhans                    | deutsche Politikerin, MdHB                                                 | 83    |       |
| 17. Januar | Ron Loveday                       | australischer Politiker (South Australia)                                  | 86    |       |
| 17. Januar | William H. Martin                 | US-amerikanischer NSA-Überläufer                                           | 55    |       |
| 18. Januar | Joachim Beckmann                  | Präses der Evangelischen Kirche im Rheinland                               | 85    |       |
| 18. Januar | Renato Guttuso                    | italienischer Maler, Essayist und Politiker                                | 75    |       |
| 18. Januar | Viktor Kleiner                    | österreichischer Politiker                                                 | 84    |       |
| 18. Januar | Lauro Salas                       | mexikanischer Boxer im Leichtgewicht                                       | 58    |       |
| 19. Januar | Gerald Brenan                     | britischer Schriftsteller und Hispanist                                    | 92    |       |
| 19. Januar | Josef Henselmann                  | deutscher Bildhauer, Plastiker und Objektkünstler                          | 88    |       |
| 19. Januar | Harry Keller                      | US-amerikanischer Filmproduzent und Filmregisseur                          | 73    |       |
| 19. Januar | Lawrence Kohlberg                 | US-amerikanischer Psychologe                                               | 59    |       |
| 19. Januar | Benjamin Levich                   | sowjetisch-amerikanischer Physikochemiker                                  | 69    |       |
| 19. Januar | Fred Lohse                        | deutscher Komponist und Musikpädagoge                                      | 78    |       |
| 19. Januar | George Selkirk                    | US-amerikanischer Baseballspieler                                          | 79    |       |
| 19. Januar | Gerhard Stein                     | Botschafter der DDR                                                        | 64    |       |
| 19. Januar | Hermann Voss                      | deutscher Anatom                                                           | 92    |       |
| 19. Januar | František Zajíček                 | tschechoslowakischer Wintersportler                                        | 74    |       |
| 20. Januar | Hank Behrman                      | US-amerikanischer Baseballspieler                                          | 65    |       |
| 20. Januar | Georg Walter Diener               | deutscher Germanist, Historiker, Volkskundler und Lehrer                   | 95    |       |
| 20. Januar | Hermann Giesler                   | deutscher Architekt und Politiker (NSDAP), MdR                             | 88    |       |
| 20. Januar | Charles Pasquale Greco            | US-amerikanischer Bischof von Alexandria                                   | 92    |       |
| 20. Januar | András Mócsy                      | ungarischer Archäologe, Epigraphiker und Numismatiker                      | 57    |       |
| 20. Januar | David Ouchterlony                 | kanadischer Organist, Musikpädagoge und Komponist                          | 72    |       |
| 20. Januar | Vincenzo Pedini                   | san-marinesischer Politiker                                                | 66    |       |
| 20. Januar | Marie Strieffler                  | deutsche Malerin                                                           | 69    |       |
| 21. Januar | Nina Byron                        | neuseeland-gebürtige, US-amerikanische Schauspielerin und Tänzerin         | 86    |       |
| 21. Januar | Charles Goodell                   | US-amerikanischer Politiker                                                | 60    |       |
| 21. Januar | Werner Klatt                      | deutschbritischer Agrarökonom                                              | 82    |       |
| 21. Januar | Gustav Lotterer                   | deutscher Komponist, Arrangeur und Dirigent                                | 80    |       |
| 22. Januar | Georges Buchard                   | französischer Fechter                                                      | 93    |       |
| 22. Januar | Budd Dwyer                        | US-amerikanischer Politiker                                                | 47    |       |
| 22. Januar | Lesko von Langendorff             | deutscher Politiker, MdL                                                   | 77    |       |
| 22. Januar | Fabio Metelli                     | italienischer Psychologe                                                   | 79    |       |
| 22. Januar | Horst Nickel                      | deutscher Politiker, MdL                                                   | 68    |       |
| 22. Januar | Hartmut Stegemann                 | deutscher Politiker (NSDAP), MdR und SA-Führer                             | 78    |       |
| 22. Januar | Patrick du Val                    | englischer Mathematiker                                                    | 83    |       |
| 23. Januar | E. Nelson Bridwell                | US-amerikanischer Comicautor                                               | 55    |       |
| 23. Januar | Per Cederblom                     | schwedischer Schwimmer                                                     | 85    |       |
| 23. Januar | John Coveart                      | kanadischer Pianist und Musikpädagoge                                      | 62    |       |
| 23. Januar | Elly Linden                       | deutsche Politikerin, MdL                                                  | 91    |       |
| 23. Januar | Hilario López                     | mexikanischer Sportler                                                     | 79    |       |
| 23. Januar | Walter Raissig                    | Schweizer Politiker                                                        | 76    |       |
| 23. Januar | Gregor Strniša                    | jugoslawischer Lyriker, Dramatiker und Songwriter slowenischer Sprache     | 56    |       |
| 23. Januar | Hans Thierfelder                  | deutscher Unternehmer                                                      | 73    |       |
| 23. Januar | Sergei Nikolajewitsch Tschernikow | russischer Mathematiker                                                    | 74    |       |
| 23. Januar | Ben-Zion Weinman                  | russisch-amerikanischer Maler                                              | 89    |       |
| 24. Januar | Walter Birnbaum                   | deutscher Theologe                                                         | 93    |       |
| 24. Januar | Mario Sánchez Huerta              | mexikanischer Fußballspieler                                               | 60    |       |
| 24. Januar | Horst Ludwig Wullstein            | deutscher Arzt für Hals-, Nasen- und Ohrenerkrankungen und Hochschullehrer | 80    |       |
| 25. Januar | Lamine Diakhaté                   | senegalesischer Politiker, Diplomat und Schriftsteller                     | 58    |       |
| 25. Januar | Harry Dial                        | US-amerikanischer Jazzmusiker und Komponist                                | 79    |       |
| 25. Januar | Asim Ferhatović                   | jugoslawischer Fußballspieler                                              | 54    |       |
| 25. Januar | Emil Hlobil                       | tschechischer Komponist und Musikpädagoge                                  | 85    |       |
| 25. Januar | Kurt E. Koch                      | deutscher evangelischer Theologe und Publizist                             | 73    |       |
| 25. Januar | Sven Lindqvist                    | schwedischer Fußballspieler und -funktionär                                | 83    |       |
| 25. Januar | Matsumoto Shun’ichi               | japanischer Diplomat und Abgeordneter                                      | 89    |       |
| 25. Januar | Frank Stack                       | kanadischer Eisschnellläufer                                               | 81    |       |
| 26. Januar | Gábor Hajnal                      | ungarischer Dichter und Übersetzer                                         | 74    |       |
| 26. Januar | Ernst Loewenberg                  | deutscher Pädagoge und Hochschullehrer                                     | 90    |       |
| 26. Januar | Charles Wolcott                   | US-amerikanischer Musikdirektor, Komponist und Filmkomponist               | 80    |       |
| 27. Januar | Allan V. Cox                      | US-amerikanischer Geophysiker                                              | 60    |       |
| 27. Januar | Allison Danzig                    | US-amerikanischer Sportjournalist                                          | 88    |       |
| 27. Januar | Geoffrey Charles Evans            | britischer Generalleutnant                                                 | 85    |       |
| 27. Januar | Samuel Glenn Fuqua                | US-amerikanischer Konteradmiral und Träger der Medal of Honor              | 87    |       |
| 27. Januar | Norman McLaren                    | kanadischer Trickfilmregisseur                                             | 72    |       |
| 27. Januar | Otto Nathan                       | deutsch-amerikanischer Nationalökonom                                      | 93    |       |
| 27. Januar | Ludwig Oldach                     | SS-Führer                                                                  | 98    |       |
| 27. Januar | Lisl Richter-Perkaus              | österreichische Leichtathletin                                             | 81    |       |
| 27. Januar | Clara Thalmann                    | Schweizer Anarchistin                                                      | 78    |       |
| 27. Januar | Petr Wolfgang Wygodzinsky         | deutscher Entomologe                                                       | 70    |       |
| 28. Januar | Galo Plaza Lasso                  | Präsident von Ecuador                                                      | 80    |       |
| 28. Januar | Grete Rehor                       | österreichische Abgeordnete zum Nationalrat                                | 76    |       |
| 28. Januar | Jaakko Suolahti                   | finnischer Historiker                                                      | 69    |       |
| 29. Januar | Carlo Cassola                     | italienischer Schriftsteller                                               | 69    |       |
| 29. Januar | Vincent R. Impellitteri           | US-amerikanischer Politiker                                                | 86    |       |
| 29. Januar | Gerhard Klopfer                   | deutscher Ministerialdirektor der NSDAP                                    | 81    |       |
| 29. Januar | Ivo Lhotka-Kalinski               | jugoslawischer Komponist                                                   | 73    |       |
| 29. Januar | Maria del Pilar von Bayern        | deutsche Prinzessin und Malerin                                            | 95    |       |
| 29. Januar | Carlos Somigliana                 | argentinischer Dramaturg und Schriftsteller                                | 54    |       |
| 29. Januar | Peter Thomas                      | deutscher Regisseur und Intendant                                          |       |       |
| 29. Januar | Hiroaki Zakōji                    | japanischer Komponist und Pianist                                          | 29    |       |
| 30. Januar | Joe Lederer                       | österreichische Journalistin und Schriftstellerin                          | 82    |       |
| 30. Januar | Kurt Pfeiffer                     | deutscher Textilkaufmann, Mitinitiator des Karlspreises                    | 93    |       |
| 30. Januar | Hugo Ludwig Rath                  | Oberbürgermeister von Zeitz                                                | 82    |       |
| 30. Januar | Ante Topić Mimara                 | kroatischer Maler, Kunstsammler, Kunsthändler                              | 88    |       |
| 30. Januar | Héctor Varela                     | argentinischer Musiker                                                     | 73    |       |
| 31. Januar | Yves Allégret                     | französischer Regisseur                                                    | 79    |       |
| 31. Januar | Idris Barzani                     | kurdischer Politiker im Irak                                               |       |       |
| 31. Januar | Boris Blinder                     | US-amerikanischer Cellist                                                  | 88    |       |
| 31. Januar | Karl Bohle                        | Bürgermeister von Dornbirn                                                 | 66    |       |
| 31. Januar | Erich Haase                       | deutscher Widerstandskämpfer (KPD) und Redakteur (SED)                     | 89    |       |
| 31. Januar | Eduard Moser                      | österreichischer Lehrer, Abgeordneter zum Nationalrat                      | 71    |       |
| 31. Januar | Jorge Peñaloza                    | chilenischer Fußballspieler                                                | 64    |       |
| 31. Januar | Wilhelm Pfeffer                   | deutscher Theologe und Pädagoge                                            | 49    |       |
| 31. Januar | Benno von Wiese                   | deutscher Germanist und Hochschullehrer                                    | 83    |       |
| Januar     | John Coquillon                    | kanadischer Kameramann                                                     | 56    |       |

## Februar
| Tag              | Name                                      | Beruf, bekannt als                                                                                  | Alter | Beleg |
| ---------------- | ----------------------------------------- | --------------------------------------------------------------------------------------------------- | ----- | ----- |
| 1. Februar       | Alessandro Blasetti                       | italienischer Filmregisseur                                                                         | 86    |       |
| 1. Februar       | Christian Broda                           | österreichischer Politiker (SPÖ)                                                                    | 70    |       |
| 1. Februar       | Sala Burton                               | US-amerikanische Politikerin                                                                        | 61    |       |
| 1. Februar       | Gustav Knuth                              | deutsch-schweizerischer Schauspieler, MdHB                                                          | 85    |       |
| 1. Februar       | Fritz Loetsch                             | deutscher Forstwissenschaftler und Hochschullehrer                                                  | 77    |       |
| 1. Februar       | Heinz Schacht                             | deutscher Schauspieler, Hörspielsprecher und Bühnenautor                                            | 77    |       |
| 2. Februar       | Carlos José Castilho                      | brasilianischer Fußballtorhüter                                                                     | 59    |       |
| 2. Februar       | Otto-Erich Edenharter                     | deutscher Schauspieler                                                                              | 80    |       |
| 2. Februar       | Jakow Borissowitsch Estrin                | sowjetischer Schachmeister und der siebente Fernschachweltmeister                                   | 63    |       |
| 2. Februar       | Franz Gerauer                             | deutscher Landwirt, Mitglied des bayerischen Senats                                                 | 86    |       |
| 2. Februar       | Spike Hughes                              | englischer Jazz-Bandleader, Komponist und Journalist                                                | 78    |       |
| 2. Februar       | Alfred Lion                               | US-amerikanischer Plattenproduzent deutscher Herkunft                                               | 78    |       |
| 2. Februar       | Alistair MacLean                          | schottischer Schriftsteller                                                                         | 64    |       |
| 2. Februar       | Johannes Rohne                            | deutscher Beamter und Landrat                                                                       | 87    |       |
| 3. Februar       | Manuel Díez-Alegría                       | spanischer Soldat und Diplomat                                                                      | 80    |       |
| 3. Februar       | Alfred Hoffmann                           | deutscher Maler                                                                                     | 88    |       |
| 3. Februar       | Leopoldo Horst                            | brasilianischer Kakteensammler                                                                      | 68    |       |
| 3. Februar       | Remo Rau                                  | Schweizer Jazzmusiker und Komponist                                                                 | 59    |       |
| 3. Februar       | Takamatsu                                 | dritte Sohn von Kaiser Taisho (Yoshihito) und Kaiserin Teimei                                       | 82    |       |
| 3. Februar       | George Derwent Thomson                    | englischer Altphilologe, marxistischer Literaturwissenschaftler und Keltologe                       | 83    |       |
| 3. Februar       | Horst Wagon                               | deutscher Ingenieur und Hochschullehrer                                                             | 77    |       |
| 4. Februar       | Liberace                                  | US-amerikanischer Entertainer                                                                       | 67    |       |
| 4. Februar       | Martin Löffler                            | deutscher Jurist                                                                                    | 82    |       |
| 4. Februar       | Meena Keshwar Kamal                       | afghanische Frauenrechtlerin                                                                        | 30    |       |
| 4. Februar       | Carl Rogers                               | US-amerikanischer Psychologe, Jugend-Psychotherapeut und Autor                                      | 85    |       |
| 5. Februar       | Dub Adams                                 | US-amerikanischer Western-Swing-Musiker und Viehzüchter                                             | 67    |       |
| 5. Februar       | Helmut Fielhauer                          | österreichischer Volkskundler                                                                       | 49    |       |
| 5. Februar       | Kōichi Isoda                              | japanischer Literaturkritiker und -wissenschaftler                                                  | 56    |       |
| 5. Februar       | Shlomo Kaddar                             | israelischer Diplomat                                                                               | 73    |       |
| 5. Februar       | Otto Lautenschlager                       | deutscher Schriftsteller und Lyriker                                                                | 86    |       |
| 5. Februar       | Fritz Luz                                 | deutscher Verleger                                                                                  | 81    |       |
| 5. Februar       | Otto Wöhler                               | deutscher Offizier, zuletzt General der Infanterie im Zweiten Weltkrieg                             | 92    |       |
| 6. Februar       | Max Bruhn                                 | deutscher Lehrer, Philologe, Genealoge und Heimatforscher                                           | 84    |       |
| 6. Februar       | Heinrich Demelius                         | österreichischer Rechtshistoriker und Zivilrechtler                                                 | 93    |       |
| 6. Februar       | Albert Leblanc                            | belgischer Komponist und Organist                                                                   | 83    |       |
| 7. Februar       | Ida Halpern                               | österreichisch-kanadische Ethnomusikwissenschaftlerin                                               | 76    |       |
| 7. Februar       | Cyril Horn                                | britischer Eisschnellläufer                                                                         | 82    |       |
| 7. Februar       | Georg Kennemann                           | deutscher Fußballspieler                                                                            | 73    |       |
| 7. Februar       | Tom Lavery                                | südafrikanischer Hürdenläufer und Sprinter                                                          | 75    |       |
| 7. Februar       | Claudio Villa                             | italienischer Tenor und Schauspieler                                                                | 61    |       |
| 7. Februar       | Adriaan van Wijngaarden                   | niederländischer Informatiker                                                                       | 70    |       |
| 8. Februar       | Otto Bertram                              | deutscher Luftwaffenoffizier im Dritten Reich und Bundeswehr                                        | 70    |       |
| 8. Februar       | Heinz-Detlef Drape                        | deutscher Arzt und Politiker (CDU), MdL                                                             | 66    |       |
| 8. Februar       | Hendrik Koekoek                           | niederländischer Politiker (Boerenpartij)                                                           | 74    |       |
| 8. Februar       | Franz Nusser                              | österreichischer Polarforscher                                                                      | 84    |       |
| 8. Februar       | Max Seydewitz                             | deutscher Politiker (SPD, SAPD, SED), MdR, MdV, Ministerpräsident von Sachsen                       | 94    |       |
| 8. Februar       | Bronisława Wajs                           | polnische Roma-Dichterin und -Sängerin                                                              | 76    |       |
| 9. Februar       | Elio Bavutti                              | italienischer Radrennfahrer                                                                         | 72    |       |
| 9. Februar       | Larry French                              | US-amerikanischer Baseballspieler                                                                   | 79    |       |
| 9. Februar       | Louis Plack Hammett                       | US-amerikanischer Physikochemiker                                                                   | 92    |       |
| 9. Februar       | Edna Manley                               | jamaikanische Künstlerin                                                                            | 86    |       |
| 10. Februar      | Raymond Colignon                          | belgischer Jazz- und Unterhaltungsmusiker                                                           | 80    |       |
| 10. Februar      | Anton Donhauser                           | deutscher Politiker (CSU), MdB                                                                      | 73    |       |
| 10. Februar      | Andy Linden                               | US-amerikanischer Formel-1-Rennfahrer                                                               | 64    |       |
| 10. Februar      | Adolphe Messmer                           | französischer Geistlicher, römisch-katholischer Bischof in Madagaskar                               | 86    |       |
| 10. Februar      | Robert O’Brien                            | US-amerikanischer Autorennfahrer                                                                    | 78    |       |
| 10. Februar      | William Rose                              | US-amerikanischer Drehbuchautor                                                                     | 72    |       |
| 10. Februar      | Hans Rosenthal                            | deutscher Entertainer                                                                               | 61    |       |
| 10. Februar      | Blasius Spreng                            | deutscher Maler, Bildhauer, Glasmaler und Mosaizist                                                 | 73    |       |
| 10. Februar      | John Raymond Ylitalo                      | US-amerikanischer Diplomat                                                                          | 70    |       |
| 11. Februar      | Mark Ashton                               | englischer LGBT-Aktivist                                                                            | 26    |       |
| 11. Februar      | Edit Gyömrői                              | ungarische Psychoanalytikerin                                                                       | 90    |       |
| 11. Februar      | Theophil Herder-Dorneich                  | deutscher Verleger                                                                                  | 88    |       |
| 11. Februar      | Ernst Kirsten                             | deutscher Althistoriker und Historischer Geograph                                                   | 75    |       |
| 11. Februar      | John Malachi                              | US-amerikanischer Jazzmusiker und Komponist                                                         | 67    |       |
| 11. Februar      | Charlotte Rougemont                       | deutsche Märchenerzählerin                                                                          | 86    |       |
| 12. Februar      | Elfriede Berbalk                          | österreichische Silberschmiedemeisterin                                                             | 86    |       |
| 12. Februar      | Therese Frohnhöfer                        | deutsche Politikerin (CSU)                                                                          | 78    |       |
| 12. Februar      | Rudolf Henz                               | österreichischer Schriftsteller; Programmdirektor des Österreichischen Rundfunks                    | 89    |       |
| 12. Februar      | Lang Jeffries                             | kanadischer Schauspieler                                                                            | 56    |       |
| 12. Februar      | Shōzō Makino                              | japanischer Schwimmer                                                                               | 71    |       |
| 12. Februar      | Dennis Poore                              | britischer Autorennfahrer                                                                           | 70    |       |
| 12. Februar      | Lutz Schmidt                              | deutsches Todesopfer der Berliner Mauer                                                             | 24    |       |
| 12. Februar      | Raymond Vouel                             | luxemburgischer Politiker der Luxemburger Sozialistischen Arbeiterpartei                            | 63    |       |
| 13. Februar      | Heidi Becker                              | deutsche Wasserspringerin                                                                           | 32    |       |
| 13. Februar      | Bruna Forlati Tamaro                      | italienische Archäologin                                                                            | 92    |       |
| 13. Februar      | Hubertus Hermens                          | niederländischer römisch-katholischer Ordensgeistlicher, Apostolischer Präfekt von Denpasar         | 82    |       |
| 13. Februar      | Oskar Willner                             | österreichischer Schauspieler, Theaterregisseur, Hörspielsprecher und Übersetzer von Theaterstücken | 76    |       |
| 13. Februar      | Ernst Wisselinck                          | deutscher Generalmajor der deutschen Wehrmacht im Zweiten Weltkrieg                                 | 94    |       |
| 14. Februar      | Leopold Bieder                            | österreichischer Politiker (SPÖ), Landtagsabgeordneter                                              | 65    |       |
| 14. Februar      | Bola Sete                                 | brasilianischer Gitarrist und Sänger                                                                | 63    |       |
| 14. Februar      | Rolf Dahlgren                             | schwedischer Botaniker                                                                              | 54    |       |
| 14. Februar      | Seabury Colum Gilfillan                   | US-amerikanischer Soziologe                                                                         | 97    |       |
| 14. Februar      | Dmitri Borissowitsch Kabalewski           | russischer Komponist                                                                                | 82    |       |
| 14. Februar      | Cerf Lurie                                | französischer Politiker (UNR), Mitglied der Nationalversammlung                                     | 89    |       |
| 14. Februar      | Ludwig Schwab                             | deutscher Politiker (CDU), MdL                                                                      | 65    |       |
| 14. Februar      | George Tibbles                            | US-amerikanischer Drehbuchautor, Filmproduzent und Songwriter                                       | 73    |       |
| 14. Februar      | Harriet Wolf                              | deutsche Malerin                                                                                    | 92    |       |
| 15. Februar      | Leo Gabriel                               | österreichischer Philosoph                                                                          | 84    |       |
| 15. Februar      | Walther Lambert                           | deutscher Verkehrswissenschaftler und Hochschullehrer                                               | 78    |       |
| 15. Februar      | John Myhill                               | britischer Mathematiker, Logiker, Philosoph und Informatiker                                        | 63    |       |
| 15. Februar      | Walentin Grigorjewitsch Olenik            | sowjetischer Ringer                                                                                 | 47    |       |
| 15. Februar      | Heather Thatcher                          | britische Schauspielerin und Tänzerin                                                               | 90    |       |
| 16. Februar      | Alois Brems                               | deutscher Geistlicher, römisch-katholischer Bischof von Eichstätt                                   | 80    |       |
| 16. Februar      | Norman Crowther Hunt, Baron Crowther-Hunt | britischer Wissenschaftler und Politiker (Labour Party)                                             | 66    |       |
| 16. Februar      | Adolf Erben                               | tschechoslowakischer Architekt                                                                      | 82    |       |
| 16. Februar      | Adam Fastnacht                            | polnischer Historiker und Forscher                                                                  | 73    |       |
| 16. Februar      | Burkhart Müller-Hillebrand                | deutscher Offizier                                                                                  | 82    |       |
| 16. Februar      | Miguel Prado Paz                          | mexikanischer Komponist                                                                             | 81    |       |
| 17. Februar      | Leo Anchóriz                              | spanischer Schauspieler                                                                             | 54    |       |
| 17. Februar      | Philip Arp                                | deutscher Schauspieler, Kabarettist, Autor und Theater-Regisseur                                    | 57    |       |
| 17. Februar      | Henry Blumenthal                          | deutschamerikanischer Historiker                                                                    | 75    |       |
| 17. Februar      | Gustav Ermecke                            | deutscher katholischer Moraltheologe, Professor für Moraltheologie und Sozialethiker                | 79    |       |
| 17. Februar      | Jaakko Friman                             | finnischer Eisschnellläufer                                                                         | 83    |       |
| 17. Februar      | Frauke Geupel                             | deutsche Prähistorikerin                                                                            | 44    |       |
| 17. Februar      | Alex Hannig                               | chilenischer Leichtathlet, Teilnehmer an den Olympischen Spielen 1928                               | 89    |       |
| 17. Februar      | Frank Kurtis                              | US-amerikanischer Rennwagen-Designer                                                                | 79    |       |
| 17. Februar      | Ellen Soeding                             | deutsche Schriftstellerin                                                                           | 82    |       |
| 17. Februar      | Verree Teasdale                           | US-amerikanische Schauspielerin                                                                     | 83    |       |
| 17. /18. Februar | Hans Böhringer                            | deutscher Theologe, Musikwissenschaftler und Psychotherapeut                                        | 71    |       |
| 18. Februar      | Theo M. Loch                              | deutscher Journalist                                                                                | 65    |       |
| 19. Februar      | Georgi Georgijewitsch Demidow             | russischer Physiker und Schriftsteller                                                              | 78    |       |
| 19. Februar      | Claudia Doren                             | deutsche Fernsehansagerin                                                                           | 55    |       |
| 19. Februar      | Hugh Greene                               | britischer Journalist und Rundfunkintendant                                                         | 76    |       |
| 19. Februar      | Henry-Russell Hitchcock                   | US-amerikanischer Architekturhistoriker                                                             | 83    |       |
| 19. Februar      | Milada Marešová                           | tschechische Künstlerin und Widerstandskämpferin                                                    | 85    |       |
| 19. Februar      | Kirsten Walther                           | dänische Schauspielerin                                                                             | 53    |       |
| 20. Februar      | Adrian Cruft                              | britischer Komponist                                                                                | 66    |       |
| 20. Februar      | E. P. Jacobs                              | belgischer Comiczeichner                                                                            | 82    |       |
| 20. Februar      | Joseph Parecattil                         | indischer Geistlicher, Erzbischof von Ernakulam und Kardinal                                        | 74    |       |
| 20. Februar      | Lew Alexandrowitsch Russow                | sowjetisch-russischer Maler                                                                         | 61    |       |
| 20. Februar      | Willi Welscher                            | deutscher Leichtathlet                                                                              | 80    |       |
| 21. Februar      | Leo Adler                                 | österreichischer Maler und Grafiker                                                                 | 90    |       |
| 21. Februar      | Curt Becker                               | deutscher Politiker (CDU), MdB                                                                      | 81    |       |
| 21. Februar      | Pjotr Grigorjewitsch Grigorenko           | sowjetischer General und Dissident                                                                  | 79    |       |
| 21. Februar      | Noel Odell                                | englischer Geologe und Bergsteiger                                                                  | 96    |       |
| 21. Februar      | George H. Vineyard                        | US-amerikanischer Festkörperphysiker                                                                | 66    |       |
| 22. Februar      | Hildegard Domizlaff                       | deutsche Bildhauerin, Holzschnitt- und Schmuckkünstlerin                                            | 89    |       |
| 22. Februar      | Alberto Echagüe                           | argentinischer Tango-Sänger und -Liedtexter                                                         | 77    |       |
| 22. Februar      | Ernst Wilhelm Eschmann                    | deutscher Schriftsteller                                                                            | 82    |       |
| 22. Februar      | Edgar Fried                               | österreichischer Sportfunktionär                                                                    | 93    |       |
| 22. Februar      | Ernst Hansen                              | deutscher Maler                                                                                     | 80    |       |
| 22. Februar      | Andy Warhol                               | US-amerikanischer Pop-Art Künstler                                                                  | 58    |       |
| 22. Februar      | Glenway Wescott                           | US-amerikanischer Schriftsteller                                                                    | 85    |       |
| 22. Februar      | Feri Zotter                               | österreichischer Maler                                                                              | 63    |       |
| 23. Februar      | José Afonso                               | portugiesischer Sänger und Komponist                                                                | 57    |       |
| 23. Februar      | Robert Braet                              | belgischer Fußballspieler und -funktionär                                                           | 75    |       |
| 23. Februar      | William Droegemueller                     | US-amerikanischer Stabhochspringer                                                                  | 80    |       |
| 23. Februar      | Arnold Fratzscher                         | deutscher Politiker (CDU), MdL                                                                      | 82    |       |
| 23. Februar      | Esmond Knight                             | britischer Theater- und Filmschauspieler                                                            | 80    |       |
| 23. Februar      | Edward Lansdale                           | US-amerikanischer Offizier der United States Air Force                                              | 79    |       |
| 23. Februar      | Hermann Lutze                             | deutscher evangelischer Theologe und Geistlicher sowie Mitgründer der CDU                           | 84    |       |
| 23. Februar      | Bruno Marek                               | österreichischer Flugpionier                                                                        | 78    |       |
| 23. Februar      | Friedrich Spieser                         | französisch-deutscher separatistischer elsässischer Politiker (NSDAP)                               | 84    |       |
| 24. Februar      | Jacques Albrespic                         | französischer Komponist und Organist                                                                | 64    |       |
| 24. Februar      | Edwin McArthur                            | US-amerikanischer Dirigent, Pianist und Komponist                                                   | 79    |       |
| 24. Februar      | Wilhelm Sedlmeier                         | deutscher katholischer Theologe und Weihbischof                                                     | 88    |       |
| 25. Februar      | Jakob Brandstätter                        | österreichischer Politiker (ÖVP), Abgeordneter zum Nationalrat                                      | 58    |       |
| 25. Februar      | James Coco                                | US-amerikanischer Schauspieler                                                                      | 56    |       |
| 25. Februar      | John Collin                               | englischer Schauspieler                                                                             | 58    |       |
| 25. Februar      | Arthur A. Collins                         | US-amerikanischer Unternehmer                                                                       | 77    |       |
| 25. Februar      | Georg Grosch                              | deutscher Komponist                                                                                 | 91    |       |
| 25. Februar      | Edgar Nixon                               | US-amerikanischer Bürgerrechtler                                                                    | 87    |       |
| 26. Februar      | John Grosvenor Beevor                     | britischer Nachrichtendienstoffizier, Bankier und Unternehmensleiter                                | 81    |       |
| 26. Februar      | Harold Earthman                           | US-amerikanischer Politiker                                                                         | 86    |       |
| 26. Februar      | Knut Frydenlund                           | norwegischer Diplomat und Politiker (Arbeiderpartiet), Mitglied des Storting                        | 59    |       |
| 26. Februar      | Fredric Rand Mann                         | US-amerikanischer Diplomat                                                                          | 83    |       |
| 26. Februar      | Paul Taunton Matthews                     | britischer Physiker                                                                                 | 67    |       |
| 26. Februar      | Reinhard Peesch                           | deutscher Volkskundler und Linguist                                                                 | 77    |       |
| 27. Februar      | Jose Diokno                               | philippinischer Politiker                                                                           | 65    |       |
| 27. Februar      | Joan Greenwood                            | britische Schauspielerin                                                                            | 65    |       |
| 27. Februar      | Reto Perl                                 | Schweizer Eishockeyspieler                                                                          | 63    |       |
| 27. Februar      | Heinrich Rohdenburg                       | deutscher Geograph                                                                                  | 49    |       |
| 28. Februar      | Walter Heck                               | deutscher Marineoffizier                                                                            | 76    |       |
| 28. Februar      | Karl Emerich Krämer                       | deutscher Dichter und Schriftsteller                                                                | 69    |       |
| 28. Februar      | Walter Mäder                              | Schweizer Unternehmer                                                                               | 88    |       |
| 28. Februar      | Anny Ondra                                | deutsch-tschechische Schauspielerin                                                                 | 84    |       |
| 28. Februar      | Edmond Pagès                              | französischer Radrennfahrer                                                                         | 75    |       |
| Februar          | Hannes Loos                               | deutscher Maler und Grafiker                                                                        |       |       |

## März
| Tag      | Name                           | Beruf, bekannt als                                                                               | Alter | Beleg |
| -------- | ------------------------------ | ------------------------------------------------------------------------------------------------ | ----- | ----- |
| 1. März  | John Fernhout                  | niederländischer Fotograf, Kameramann und Regisseur                                              | 73    |       |
| 1. März  | Freddie Green                  | US-amerikanischer Jazzgitarrist                                                                  | 75    |       |
| 1. März  | Bernard Abraham van Groningen  | niederländischer Gräzist und Papyrologe                                                          | 92    |       |
| 1. März  | Bertrand de Jouvenel           | französischer Hochschullehrer und politisch-philosophischer Publizist                            | 83    |       |
| 1. März  | Roger Leigh-Wood               | britischer Sprinter und Hürdenläufer                                                             | 80    |       |
| 1. März  | Ramon Sanvisens                | spanischer Maler und Hochschullehrer                                                             | 69    |       |
| 1. März  | Wolfgang Seidel                | deutscher Automobilrennfahrer                                                                    | 60    |       |
| 1. März  | Wolfgang Stützel               | deutscher Ökonom und Hochschullehrer                                                             | 62    |       |
| 2. März  | Bernhard Bergmeyer             | deutscher Politiker (CDU), MdB                                                                   | 89    |       |
| 2. März  | Kurt Edel                      | deutscher Sportfunktionär, Präsident des NOK der DDR und Mitglied des IOC                        | 66    |       |
| 2. März  | Karl Kämpf                     | deutscher Maler und Grafiker                                                                     | 85    |       |
| 2. März  | Heinz-Karl Kummer              | deutscher Künstler                                                                               | 66    |       |
| 2. März  | Eugene Lammot                  | US-amerikanischer Politiker                                                                      | 87    |       |
| 2. März  | Randolph Scott                 | US-amerikanischer Schauspieler                                                                   | 89    |       |
| 2. März  | George Willis                  | britischer Politiker                                                                             | 83    |       |
| 3. März  | Danny Kaye                     | US-amerikanischer Schauspieler, Komiker und Sänger                                               | 76    |       |
| 3. März  | LaFayette L. Patterson         | US-amerikanischer Lehrer, Geschäftsmann und Politiker                                            | 98    |       |
| 3. März  | Wilhelm Rohwedder              | deutscher Politiker (CDU), MdL                                                                   | 88    |       |
| 3. März  | Christian Schultz-Gerstein     | deutscher Journalist                                                                             | 41    |       |
| 3. März  | Gaston Martine Germain Calixte | Sänger aus Guadeloupe, aka Chaben                                                                | 65    |       |
| 4. März  | Henri Georges Girard           | französischer Schriftsteller und Journalist                                                      | 69    |       |
| 4. März  | Eliseo Moreno                  | US-amerikanischer Mörder                                                                         | 27    |       |
| 5. März  | Ludwig Apfelbeck               | österreichischer Motorenentwickler                                                               | 83    |       |
| 5. März  | Otto Blume                     | deutscher Sozialwissenschaftler und Gewerkschafter                                               | 68    |       |
| 5. März  | Telesforo Bonadonna            | italienischer Agrarwissenschaftler, Veterinärmediziner und Biologe                               | 85    |       |
| 5. März  | Eugen Brammertz                | deutscher Benediktinerpater und Journalist                                                       | 71    |       |
| 5. März  | Robert Brandes                 | deutscher Politiker (NSDAP), Oberbürgermeister von Köln                                          | 87    |       |
| 5. März  | Wolfgang Braunfels             | deutscher Kunsthistoriker                                                                        | 75    |       |
| 5. März  | Josef Gregor                   | deutscher Volksliedpädagoge                                                                      | 83    |       |
| 5. März  | Erna Pinner                    | britische Künstlerin, Autorin, Naturwissenschaftlerin                                            | 97    |       |
| 5. März  | Horst Pommer                   | deutscher Chemiker                                                                               | 67    |       |
| 5. März  | Joe Purcell                    | US-amerikanischer Politiker                                                                      | 63    |       |
| 5. März  | Don Yenko                      | US-amerikanischer Autorennfahrer                                                                 | 59    |       |
| 6. März  | Hanns Binder                   | deutscher Heimatpfleger, Volksmusikpfleger und Volksliedsammler                                  | 84    |       |
| 6. März  | Mel Boozer                     | US-amerikanischer Soziologe und Politiker                                                        | 41    |       |
| 6. März  | Sverre Bruun                   | norwegischer Lektor und Lehrbuchautor                                                            | 100   |       |
| 6. März  | Eddie Durham                   | US-amerikanischer Jazz-Posaunist und Arrangeur                                                   | 80    |       |
| 6. März  | Horst Habs                     | deutscher Mediziner und Hochschullehrer                                                          | 84    |       |
| 6. März  | J. Spencer Trimingham          | britischer Gelehrter und christlicher Missionar                                                  | 82    |       |
| 6. März  | Edward Zorinsky                | US-amerikanischer Politiker (Demokraten)                                                         | 58    |       |
| 7. März  | Henri Decaë                    | französischer Kameramann                                                                         | 71    |       |
| 7. März  | Evelyn Dove                    | britische Sängerin, Pianistin und Schauspielerin                                                 | 85    |       |
| 7. März  | Eugeniusz Eibisch              | polnischer Maler und Hochschullehrer                                                             | 90    |       |
| 7. März  | Paul Evans                     | US-amerikanischer Bildhauer und Designer                                                         | 55    |       |
| 7. März  | Johannes Harder                | deutsch-russischer Schriftsteller und Sozialwissenschaftler                                      | 84    |       |
| 7. März  | Peter Herz                     | österreichischer Librettist und Schriftsteller                                                   | 92    |       |
| 7. März  | Waldo Salt                     | US-amerikanischer Drehbuchautor                                                                  | 72    |       |
| 8. März  | Albert Ludwig Juncker          | deutscher Politiker (FDP), MdB                                                                   | 82    |       |
| 8. März  | Richard Kawakami               | US-amerikanischer Politiker                                                                      | 56    |       |
| 8. März  | Herbert Andreas Löhlein        | deutscher Autor, Journalist und Astrologe                                                        | 86    |       |
| 8. März  | Friedrich Markgraf             | deutscher Botaniker                                                                              | 90    |       |
| 8. März  | Georg-Heinrich Treude          | deutscher Politiker (CDU)                                                                        | 86    |       |
| 8. März  | Benedek Elemér Vidos           | ungarisch-niederländischer Romanist                                                              | 85    |       |
| 8. März  | Manuel Viola                   | spanischer abstrakter Maler                                                                      | 70    |       |
| 9. März  | Alexander Aljoschin            | sowjetischer Schauspieler und Estrada-Sänger                                                     | 77    |       |
| 9. März  | Ronald W. Clark                | britischer Autor und Biograf                                                                     | 70    |       |
| 9. März  | Yusuf al-Khal                  | arabischer Schriftsteller und Übersetzer                                                         |       |       |
| 9. März  | Richard F. Kneip               | US-amerikanischer Politiker                                                                      | 54    |       |
| 9. März  | Bobby Locke                    | südafrikanischer Golfspieler                                                                     | 69    |       |
| 9. März  | Erna Patzelt                   | österreichische Historikerin                                                                     | 92    |       |
| 9. März  | Theo Pfeuffer                  | deutscher Landwirt, Bürgermeister und Senator (Bayern)                                           | 77    |       |
| 9. März  | Martin Schlensog               | deutscher Komponist und Musikpädagoge                                                            | 89    |       |
| 10. März | Ursula Bach-Wild               | deutsche Goldschmiedin und Kunsthandwerkerin                                                     | 84    |       |
| 10. März | Dwight W. Burney               | US-amerikanischer Politiker                                                                      | 95    |       |
| 10. März | Heinz Fanslau                  | deutscher SS-Führer und Verurteilter der Nürnberger Prozesse                                     | 77    |       |
| 10. März | Oskar Haidinger                | deutscher Jurist und Bundesrichter                                                               | 78    |       |
| 10. März | Walter Heinitz                 | deutscher Geheimdienstler, Leiter der Ermittlungsabteilung des Ministeriums für Staatssicherheit | 71    |       |
| 10. März | Guy Ladreit de Lacharrière     | französischer Jurist und Vizepräsident des Internationalen Gerichtshofs                          | 67    |       |
| 10. März | Johannes Quasten               | deutscher katholischer Theologe und Patrologe                                                    | 86    |       |
| 11. März | Dietrich Bahner senior         | deutscher Unternehmer und Politiker (FDP, DU, AVP)                                               | 73    |       |
| 11. März | Johannes Bauermann             | deutscher Staatsarchivdirektor, Vorsitzender der Historischen Kommission für Westfalen           | 86    |       |
| 11. März | Georg Irmer                    | deutscher Opernsänger sowie Theater- und Filmschauspieler                                        | 80    |       |
| 11. März | Auguste Wambst                 | französischer Radrennfahrer                                                                      | 78    |       |
| 12. März | Franz Kade                     | deutscher Pädagoge                                                                               | 93    |       |
| 12. März | Richard Levinson               | US-amerikanischer Drehbuchautor und Filmproduzent                                                | 52    |       |
| 12. März | Oda Schneider                  | österreichische katholische Schriftstellerin                                                     | 94    |       |
| 13. März | Helmut Folwart                 | deutscher Philosoph                                                                              | 84    |       |
| 13. März | Heinrich Geffert               | deutscher Erziehungswissenschaftler und Didaktiker der deutschen Sprache                         | 99    |       |
| 13. März | Bernhard Grzimek               | deutscher Tierarzt, Tierfilmer                                                                   | 77    |       |
| 13. März | Peter Henrici                  | Schweizer Mathematiker                                                                           | 63    |       |
| 13. März | David Lewis                    | US-amerikanischer Filmproduzent                                                                  | 83    |       |
| 13. März | Gerald Moore                   | englischer Pianist und Liedbegleiter                                                             | 87    |       |
| 13. März | Gert Sibande                   | südafrikanischer Antiapartheid-Kämpfer                                                           |       |       |
| 13. März | Fela Sowande                   | nigerianischer Komponist, Organist und Musikpädagoge                                             | 81    |       |
| 14. März | Tex Fletcher                   | US-amerikanischer Schauspieler und Countrysänger                                                 | 77    |       |
| 14. März | Erwin Jollasse                 | deutscher Offizier, General im Zweiten Weltkrieg                                                 | 94    |       |
| 14. März | Gerd Peters                    | deutscher Mediziner                                                                              | 80    |       |
| 14. März | Rudolf Pinker                  | österreichischer Insektenforscher und Geodät                                                     | 81    |       |
| 14. März | Otto Seemüller                 | deutscher Jurist und Rechtsanwalt                                                                | 75    |       |
| 15. März | Douglas Abbott                 | kanadischer Politiker (Liberale Partei Kanadas)                                                  | 87    |       |
| 15. März | William Sterling Cole          | US-amerikanischer Politiker (Republikaner), erster Generalsekretär der IAEO                      | 82    |       |
| 15. März | Red Dutton                     | kanadischer Eishockeyspieler und -trainer, Präsident der National Hockey League                  | 88    |       |
| 15. März | Léon Fleuriot                  | französischer Keltologe und Historiker                                                           | 63    |       |
| 15. März | Johan Otto von Spreckelsen     | dänischer Architekt                                                                              | 57    |       |
| 16. März | Christof Frommelt              | liechtensteinischer Skilangläufer                                                                | 68    |       |
| 16. März | Frederick Grinke               | kanadischer Geiger und Musikpädagoge                                                             | 75    |       |
| 16. März | Josef Massenkeil               | deutscher Philologe und Landtagsabgeordneter                                                     | 95    |       |
| 16. März | Raymond Passello               | Schweizer Fussballspieler                                                                        | 82    |       |
| 16. März | Samuel H. Shapiro              | US-amerikanischer Politiker, Gouverneur von Illinois                                             | 79    |       |
| 16. März | Franz Heinrich Ulrich          | deutscher Bankier                                                                                | 76    |       |
| 17. März | Carlos Arancibia               | chilenischer Fußballspieler                                                                      | 75    |       |
| 17. März | Heimo Friedrich                | österreichischer Botaniker                                                                       | 75    |       |
| 17. März | Erwin Heim                     | deutscher Kommunalpolitiker                                                                      | 77    |       |
| 17. März | Georg Lammers                  | deutscher Leichtathlet                                                                           | 81    |       |
| 17. März | Robert-Jean Longuet            | französischer Rechtsanwalt und Journalist, Urenkel von Karl Marx                                 | 85    |       |
| 17. März | Antonio Lopez                  | US-amerikanischer Modezeichner                                                                   | 44    |       |
| 17. März | Juozas Maniūšis                | litauischer Politiker und Ministerpräsident                                                      | 76    |       |
| 17. März | Hjördis Töpel                  | schwedische Schwimmerin und Wasserspringerin                                                     | 83    |       |
| 18. März | Milorad Arsenijević            | jugoslawischer Fußballspieler                                                                    | 80    |       |
| 18. März | Antun Banek                    | jugoslawischer Radrennfahrer                                                                     | 85    |       |
| 18. März | Claude I. Bakewell             | US-amerikanischer Politiker                                                                      | 74    |       |
| 18. März | Derrick Greenslade Childs      | anglikanischer Bischof                                                                           | 69    |       |
| 18. März | Kari Diesen                    | norwegischeSchauspielerin und Sängerin                                                           | 72    |       |
| 18. März | Zdzisław Głowacki              | polnischer Maler                                                                                 | 67    |       |
| 18. März | Karl Heinz Robrahn             | deutscher katholischer Lyriker                                                                   | 73    |       |
| 18. März | Ursula Schindehütte            | deutsche Schauspielerin                                                                          | 65    |       |
| 19. März | Werner Behrend                 | deutscher Politiker (CDU)                                                                        | 68    |       |
| 19. März | Louis de Broglie               | französischer Physiker                                                                           | 94    |       |
| 19. März | Otto Kühne                     | deutscher Offizier, Kapitänleutnant der Marine und Generalleutnant der Luftwaffe                 | 98    |       |
| 19. März | Joan Mascaró i Fornés          | spanischer Orientalist                                                                           | 89    |       |
| 19. März | Ruth Meiers                    | US-amerikanische Politikerin                                                                     | 61    |       |
| 19. März | Arch Oboler                    | US-amerikanischer Dramatiker, Drehbuchautor, Filmproduzent und Regisseur                         | 79    |       |
| 20. März | Joseph Fitzgerald              | US-amerikanischer Eishockeyspieler                                                               | 82    |       |
| 20. März | Licio Giorgieri                | italienischer General der italienischen Luftwaffe                                                | 61    |       |
| 20. März | Ernst Karlberg                 | schwedischer Eishockeyspieler                                                                    | 85    |       |
| 20. März | Tut Soper                      | US-amerikanischer Jazzmusiker                                                                    | 76    |       |
| 20. März | Rita Streich                   | deutsche Opernsängerin (Sopran)                                                                  | 66    |       |
| 20. März | Wolf William Zülzer            | deutsch-US-amerikanischer Hämatologe und Kinderarzt                                              | 77    |       |
| 21. März | Walter L. Gordon               | kanadischer Politiker                                                                            | 81    |       |
| 21. März | Frank Henry Greteman           | US-amerikanischer Geistlicher, Bischof von Sioux City                                            | 79    |       |
| 21. März | Dean Paul Martin               | US-amerikanischer Schauspieler                                                                   | 35    |       |
| 21. März | Robert Preston                 | US-amerikanischer Schauspieler                                                                   | 68    |       |
| 21. März | Ollie Sansen                   | US-amerikanischer Footballspieler                                                                | 79    |       |
| 21. März | Otto Schaufelberger            | Schweizer Lehrer, Schriftsteller und „Volksdichter“ des Zürcher Oberlandes                       | 86    |       |
| 21. März | Jacob Taubes                   | österreichisch-deutscher Judaist, Religionssoziologe, Philosoph und Rabbiner                     | 64    |       |
| 22. März | Odysseas Angelis               | griechischer Offizier und Politiker                                                              | 75    |       |
| 22. März | Atila Biro                     | ungarisch-französischer Maler                                                                    | 56    |       |
| 22. März | Robert Lwowitsch Diament       | sowjetischer Kriegsfotograf                                                                      | 80    |       |
| 22. März | Morton Haack                   | US-amerikanischer Kostümbildner                                                                  | 62    |       |
| 22. März | Gustava Kahler                 | österreichische Geologin und Paläontologin                                                       | 80    |       |
| 22. März | Olaf Klose                     | deutscher Kunsthistoriker und Bibliothekar                                                       | 84    |       |
| 22. März | Subhi Labib                    | ägyptisch-deutscher Orientalist                                                                  | 62    |       |
| 22. März | Joan Shawlee                   | US-amerikanische Schauspielerin                                                                  | 61    |       |
| 23. März | Walter Walford Johnson         | US-amerikanischer Politiker                                                                      | 82    |       |
| 23. März | Maurice Labro                  | französischer Filmregisseur und Drehbuchautor                                                    | 76    |       |
| 23. März | Gudula Lorez                   | deutsche feministische Verlegerin                                                                | 42    |       |
| 23. März | John Mariucci                  | US-amerikanischer Eishockeyspieler, -manager und -trainer                                        | 70    |       |
| 23. März | Ilse Totzke                    | deutsche Musikerin und Gerechte unter den Völkern                                                | 73    |       |
| 24. März | Victor Allenspach              | Schweizer Tierarzt und Entomologe                                                                | 91    |       |
| 24. März | Vicente Calderón               | langjähriger Präsident des Fußballvereins Atlético Madrid                                        | 73    |       |
| 25. März | Carolin Babcock                | US-amerikanische Tennisspielerin                                                                 | 74    |       |
| 25. März | Reginald Godden                | kanadischer Pianist und Musikpädagoge                                                            | 81    |       |
| 25. März | Henry R. Labouisse             | US-amerikanischer Anwalt und Diplomat                                                            | 83    |       |
| 25. März | Moustache                      | französischer Jazzmusiker und Schauspieler                                                       | 58    |       |
| 25. März | Mickey Sheen                   | US-amerikanischer Jazz-Schlagzeuger                                                              | 59    |       |
| 26. März | Walter Abel                    | US-amerikanischer Schauspieler                                                                   | 88    |       |
| 26. März | René Bühler                    | Schweizer Unternehmer und Nationalrat (FDP)                                                      | 81    |       |
| 26. März | Ohene Djan                     | ghanaischer Sportfunktionär                                                                      |       |       |
| 26. März | Friedrich Hedler               | deutscher Dramaturg und Schriftsteller                                                           | 88    |       |
| 26. März | Eugen Jochum                   | deutscher Dirigent                                                                               | 84    |       |
| 26. März | Wilhelm Kieckbusch             | deutscher evangelisch-lutherischer Bischof von Eutin                                             | 95    |       |
| 26. März | Romano Ledda                   | italienischer Journalist und Politiker                                                           |       |       |
| 26. März | Georg Muche                    | deutscher Maler, Graphiker, Bauhausstil                                                          | 91    |       |
| 26. März | Mary Odette                    | französische Stummfilm-Schauspielerin in Großbritannien und Deutschland                          | 85    |       |
| 26. März | Erich Römer                    | deutscher Eishockeyspieler und -trainer                                                          | 92    |       |
| 27. März | Giuseppe Ambrosoli             | italienischer katholischer Priester                                                              | 63    |       |
| 27. März | Manuel Arancibia               | chilenischer Fußballspieler                                                                      | 78    |       |
| 27. März | William Bowers                 | US-amerikanischer Journalist und Drehbuchautor                                                   | 71    |       |
| 27. März | Tim Lee Carter                 | US-amerikanischer Politiker                                                                      | 76    |       |
| 27. März | Erich Clar                     | deutscher Chemiker                                                                               | 84    |       |
| 27. März | Hanns Dietel                   | deutscher Gynäkologe und Geburtshelfer                                                           | 81    |       |
| 27. März | Jens Exler                     | deutscher Laientheater-Schauspieler und Autor                                                    | 72    |       |
| 27. März | Olha Franko                    | ukrainische Köchin                                                                               | 90    |       |
| 27. März | Heinz Hungerland               | deutscher Kinderarzt                                                                             | 82    |       |
| 27. März | Gurit Kadman                   | israelische Tänzerin, Choreografin und Tanzpädagogin                                             | 90    |       |
| 27. März | Wilhelm Rudolph                | deutscher Theologe und Alttestamentler                                                           | 95    |       |
| 27. März | Max Spangenberg                | Leiter des Arbeitsbüros der Westkommission des Zentralkomitees der SED                           | 79    |       |
| 27. März | Yūkei Teshima                  | japanischer Maler und Kalligraf                                                                  | 85    |       |
| 28. März | Yvonne Aaron                   | französische Komponistin und Pianistin                                                           | 89    |       |
| 28. März | Alphonse Amadou Alley          | beninischer Präsident                                                                            | 56    |       |
| 28. März | Mario Bergamini                | italienischer Radrennfahrer                                                                      | 87    |       |
| 28. März | Wilhelm Bornstedt              | deutscher Gymnasiallehrer und Stadtheimatpfleger von Braunschweig                                | 81    |       |
| 28. März | Antonio Quarantotto            | italienischer Schwimmer                                                                          | 91    |       |
| 28. März | Rolf Spinrads                  | deutscher Fernseh-Redakteur, Regisseur und Autor                                                 | 44    |       |
| 28. März | Maria Augusta Trapp            | US-amerikanische Sängerin und Schriftstellerin österreichischer Herkunft                         | 82    |       |
| 28. März | Patrick Troughton              | englischer Schauspieler                                                                          | 67    |       |
| 28. März | Robert Waissenberger           | österreichischer Kunsthistoriker                                                                 | 60    |       |
| 28. März | Albert Rudolph Zuroweste       | römisch-katholischer Geistlicher, Bischof von Belleville                                         | 85    |       |
| 29. März | Richard Ithamar Aaron          | walisischer Philosoph                                                                            | 85    |       |
| 29. März | József Kovács                  | ungarischer Leichtathlet                                                                         | 61    |       |
| 29. März | Felix Prohaska                 | österreichischer Dirigent                                                                        | 74    |       |
| 29. März | Wilhelm Tiedje                 | deutscher Architekt und Hochschullehrer                                                          | 88    |       |
| 30. März | Cord Bothe                     | deutscher Politiker (CDU), MdL                                                                   | 66    |       |
| 30. März | André Marfaing                 | französischer Maler und Grafiker                                                                 | 61    |       |
| 30. März | Clint Murchison                | US-amerikanischer Gründer und erster Besitzer der Dallas Cowboys                                 | 63    |       |
| 30. März | Helmut Prassler                | deutscher Landwirt und Politiker (CDU), MdB                                                      | 63    |       |
| 30. März | Hans-Georg Rudolph             | deutscher Schauspieler und Filmregisseur                                                         | 78    |       |
| 30. März | Bodo Schulz                    | deutscher Politiker (SED) und Gewerkschafter                                                     | 75    |       |
| 30. März | Helmut Stimm                   | deutscher Romanist und Sprachwissenschaftler                                                     | 69    |       |
| 30. März | Lynn Townsend White            | US-amerikanischer Mediävist und Wissenschaftshistoriker                                          | 79    |       |
| 31. März | Eugen Andergassen              | österreichischer Schriftsteller                                                                  | 79    |       |
| März     | Alibak Josefsen                | grönländischer Fischer und Landesrat                                                             | 61    |       |
| März     | Frédéric Longuet               | französischer Maler                                                                              | 82    |       |
| März     | Russell S. Ohl                 | US-amerikanischer Elektrochemiker                                                                | 89    |       |
| März     | Cecil Yates                    | US-amerikanischer Bahnradsportler                                                                | 74    |       |